# Кыпа-Нярылькы
Кыпа-Нярылькы — река в России, протекает по территории Ямало-Ненецкого АО. Устье реки находится в 2 км по правому берегу реки Варга-Нярылькы. Длина реки составляет 10 км.

## Данные водного реестра
По данным государственного водного реестра России относится к Нижнеобскому бассейновому округу, водохозяйственный участок реки — Таз. Речной бассейн реки — Таз.
Код объекта в государственном водном реестре — 15050000112115300068063.